# Сленчиньска, Рут
Рут Сленчиньска (англ. Ruth Slenczynska, в юные годы Рут Сленчински, англ. Ruth Slenczynski; род. 15 января 1925, Сакраменто, Калифорния) — американская пианистка и музыкальный педагог.

## Биография
Отец пианистки Джозеф Сленчиньский был скрипачом и отличался тиранической требовательностью, с трёхлетнего возраста заставляя дочь интенсивно заниматься на фортепиано. В четыре года Сленчиньска начала учиться у педагогов-профессионалов, среди которых в дальнейшем были, в частности, Артур Шнабель, Эгон Петри, Альфред Корто, Йозеф Гофман, а также, по воспоминаниям самой пианистки, Сергей Рахманинов. В шесть лет она дала первый концерт в Берлине, в 10 лет с большим успехом выступила в Карнеги-холле, в 11 дебютировала с оркестром в Париже, однако уже в пятнадцатилетнем возрасте оставила занятия музыкой, вступив, наконец, в конфликт с отцом, полностью контролировавшим её карьеру, после чего окончила факультет психологии Калифорнийского университета в Беркли.
В 1954 году, расставшись с первым мужем, Сленчиньска приняла решение вернуться к музыкальной карьере. В 1957 г. она опубликовала книгу воспоминаний «Детство под запретом» (англ. Forbidden Childhood), в которой описала свою судьбу музыканта-вундеркинда, в 1961 г. выступила с книгой об исполнительском мастерстве «Музыка на кончиках ваших пальцев: Аспекты фортепианной техники» (англ. Music at Your Fingertips: Aspects of Pianoforte Technique). В 1964—1987 гг. Сленчиньская занимала позицию музыканта in residence в Университете Южного Иллинойса, ведя как исполнительскую, так и преподавательскую деятельность. Ею был сделан ряд записей, среди которых преобладала романтическая и постромантическая музыка, от Фридерика Шопена до Сергея Рахманинова.
В 2000-е годы основные события в карьере Сленчиньской происходили в Азии. В 2002—2003 гг. она преподавала в Тайбэе, одновременно гастролируя в Японии, где ею были записаны 4 диска. Прощальные концерты Сленчиньской прошли также в Японии в дни её 80-летия.